# Toyota Tacoma
Toyota Tacoma — среднеразмерный пикап, выпускаемый Toyota Motor Corporation с 1995 года. Это в основном Toyota Hilux, модифицированная для Северной Америки. Второе поколение Tacoma завоевало награду Truck of the Year 2005 года журнала Motor Trend.

## Первое поколение
Tacoma, название которой появилось в 1995 году, происходило от общемирового названия Hilux. Hilux продавался в США до 1995 года под названием Toyota Truck.

## Второе поколение
В 2004 году на Чикагской автомобильной выставке Toyota показала увеличенную в размерах и более мощную Tacoma.

## Третье поколение
Tacoma третьего поколения была представлена на автосалоне в Детройте в январе 2015 года.

## Четвёртое поколение
Tacoma четвёртого поколения была представлена в мае 2023 года.